# Arthur Roberts (comédien)
Ne doit pas être confondu avec Arthur Roberts.
Pour les articles homonymes, voir Roberts.
Arthur Roberts, né le 21 septembre 1852 à Kentish Town (Londres) et mort le 27 février 1933 à Londres, est un comédien, artiste de music-hall et chanteur britannique. 
Il est célèbre pour avoir incarné les dames de la pantomime et plus tard pour ses personnages comiques et ses « bâillonnements » dans des farces, des burlesques et des comédies musicales. On lui attribue le mérite d'avoir inventé le mot « parodie ».

## Biographie
Roberts est né à Kentish Town. Il est le fils d'un tailleur de Savile Row qui s'occupait d'Edward, prince de Galles. La mort de son père alors que Roberts a 12 ans laisse la famille dans « une sombre lutte pour l'existence ». Roberts marche plusieurs kilomètres par jour pour travailler dans un magasin de semences à Covent Garden. Il rejoint une chorale et chante au Crystal Palace.
Il commence à se produire professionnellement en 1871 après avoir été persuadé de chanter par un imprésario du Norfolk qui jouait dans la rue près du domicile de Roberts à Bayswater. Il interpréte The Mad Butcher, pour lequel il est payé 1 £ par semaine pour chanter sur la plage de Great Yarmouth. L'été suivant, il déménage à Great Yarmouth et se produit régulièrement pour les touristes sur une scène de fortune érigée sur la jetée voisine. Il apparaît ensuite dans des hôtels haut de gamme de la station balnéaire. 
En 1875, il est engagé pour apparaître au théâtre New Star à Bermondsey. L'année suivante, il interprète If Only I Was Long Enough au Oxford Music Hall (en), ce qu'il considère comme une avancée majeure dans sa carrière. En 1877, il fait une tournée dans le circuit du music-hall de Londres et culmine chaque tournée avec une apparition au Evans's Supper Room, où il développe une réputation d'interprétation de chansons polémiques,. En 1879, une de ses chansons « impertinentes » fait perdre à Evans sa licence pendant un an. 

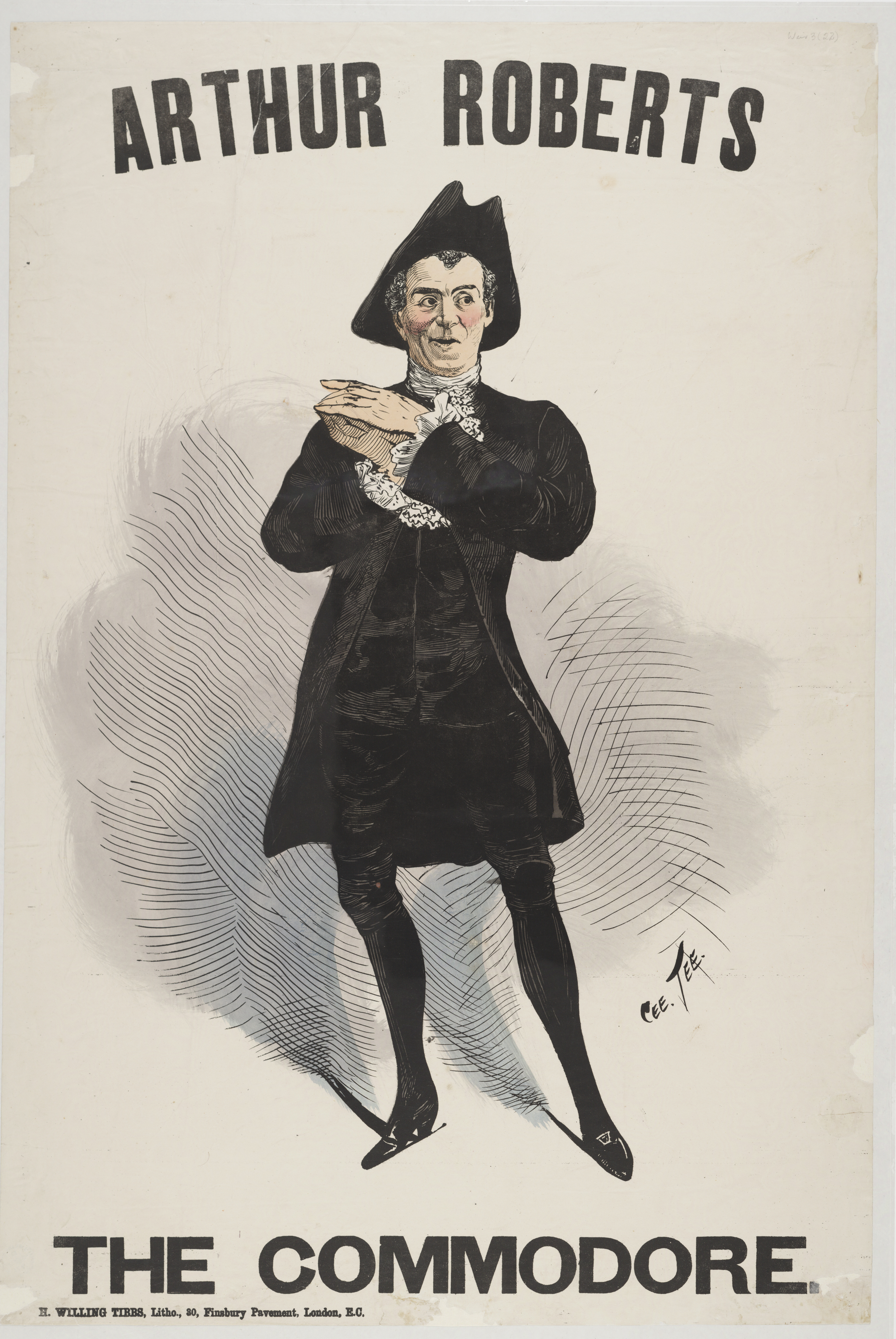
Roberts dans The Commodore (1886).

En 1880, Roberts joue le rôle du Dr Syntax dans la pantomime du Drury Lane Theatre, Mother Goose. Il est ensuite Mrs Crusoé dans Robinson Crusoé (1881 et 1886), joue dans Sindbad the Sailor (1882 ; spectacle qu'il répéta en 1906), dans Nell Gwynne de Henry Brougham Farnie (en) (1884), dans The Grand Mogul de Farnie (1884 avec Florence St. John (en), Fred Leslie (en) et Frank Wyatt (en)), Joe Tarradiddle dans l'adaptation anglaise de La Vie parisienne d'Offenbach ; Stanley l'explorateur dans le burlesque du Gaiety Theatre de Jeanne d'Arc en 1891 par Adrian Ross et J.L. Shine, popularisant la chanson I went to find Emin ; dans la première comédie musicale édouardienne In Town (1892) ; le capitaine Arthur Coddington dans le burlesque de la Gaiety Don Juan (1893, de Meyer Lutz, A.C. Torr (en) et Ross) ; Claude Du Val (1894), le personnage principal de Gentleman Joe (en) (1895) ; Black-Eyed See-Usan ou encore Dandy Dan the Lifeguardsman (1898). Il connaît alors le succès dans les années 1890 avec la chanson à succès Daddy Shouldn't Buy Me a Bow Wow (en). 
Roberts est à l'origine du mot « parodie » qui a été popularisé par un jeu de cartes qu'il a inventé appelé Spoof, qui impliquait des supercheries et des absurdités. La première référence enregistrée au jeu date de 1884. Bientôt, le mot a pris le sens général de « non-sens, tromperie », enregistré pour la première fois en 1889. Le verbe parodier est également enregistré pour la première fois en 1889, dans le sens de « tromper ». Ces sens sont maintenant moins largement utilisés que le sens nominal de « une légère parodie ou une imitation satirique », enregistré pour la première fois en 1958, et le sens verbal « satiriser doucement », enregistré pour la première fois en 1927. 
En 1907, Roberts est un des leaders de la « guerre du Music Hall », faisant grève pour de meilleures conditions de travail, ce qui conduit à la fondation de la Variety Artist's Federation. À la fin de sa carrière, Roberts a joué dans des émissions de variétés. Plus tard, il interprète Charioteer dans Phi-Phi (1922). En 1926, il popularise la chanson Topsey-Turvey, qu'il utilise également comme base pour un court métrage de 1927 réalisé selon le procédé son sur film Phonofilm, réalisé par Bertram Phillips (en). 
Il écrit en 1927 son autobiographie intitulée Cinquante ans de parodie.
Il meurt à Londres à l'âge de 80 ans et est enterré au cimetière de Paddington.